# 纳赫尔·梅尔祖克之死
2023年6月27日，法国一名17岁青年納赫爾·梅爾祖克（法語：Nahel Merzouk）在巴黎郊区楠泰尔被一名警察在一次交通執法行動中开枪擊斃，这起事件是法国2023年第二起在截停检查期间发生的枪击事件。
事件發生後引起軒然大波，導致接下來的一連串的暴亂、襲擊與搶劫事件。

## 背景
2020年，法国警方执法致死人数为3人，2021年为2人，2022年死亡人数达到创纪录的13人。这些事件中被擊斃的罪犯往往是黑人或阿拉伯裔人士，使得法国警察系统内被指存在系统性的种族主义及歧視。2023年5月，联合国人权理事会批评法國警察部队，并敦促采取重大措施解决持续存在的过度使用武力问题。法国政府被指经常淡化警察暴力事件，有时甚至避免使用该术语本身，而警察工会往往阻碍改革警察手法之努力。2022年，大约五名警員因上述枪击事件被起诉。  
2016年7月19日，法国24岁黑人阿达玛·特拉奥雷在被警方拘捕后在羁押期间死亡。此事件引发了社会的广泛抗议。2020年5月，恰逢乔治·弗洛伊德被杀後發生餘波之時，涉案警察被证明没有任何不当行为，这再一次引發了强烈抗议的活动。 

## 過程
2023年6月27日，一位名為納赫爾·梅爾祖克的17岁阿爾及利亞人男性在巴黎郊区楠泰尔驾驶一辆租用的黃色梅赛德斯A級AMG，但没有有效的駕駛執照。被聘为送货司机的纳赫尔年龄太小，无法在法国获得正式驾驶执照，并且属于非法驾驶。车上陪同他的还有另外两名乘客。拥有阿尔及利亚血统的他于上午8:30左右在靠近纳尔逊·曼德拉广场弗朗索瓦·阿拉戈路（Rue François Arago）路口附近因交通违规被两名警察攔截。
其中一名38岁的警长挥舞着枪支，而另一名警員则与纳赫尔交谈。警方称纳赫尔拒绝遵守他们的指示。根據该事件的视频记录，有人警告：「你会被枪杀的。」当纳赫尔试图逃离现场时，警长近距离向他的胸部开了一枪。警方后来声称，他们感到自己的生命处于危险之中，并声称纳赫尔一直在向他们驶来。纳赫尔的汽车加速并与附近的一根柱子相撞。
纳赫尔接受紧急医疗救助，但他于上午9点15分去世。车上的一名乘客被警方短暂拘留，但随后被释放，而当局仍在继续寻找另一名乘客。
一名旁观者拍下了这一事件的影片，随后该片段被分享到社交媒体上。

## 调查
納赫爾在不需要证明文件的应用程序上租车。
槍殺纳赫尔的警长因过失杀人罪接受调查，并以「執法人員故意杀人」的罪名被拘留。警方坚称枪击事件是一种自卫行为，因为他们认为纳赫尔当时正驾车冲向警察。自影片发布以来，这一说法一直遭到外界的严厉批评。纳赫尔的代理律师亚辛·布兹鲁（YassineBouzrou）表示，该影片完全反驳此说法，并声称警长有“杀人意图”。纳赫尔的其他代理律师也发表类似評論。
两项调查經已启动：第一项调查是针对「拒绝服从」和「当权者企图故意杀人」，第二项调查是针对「執法人員故意杀人」。后者的调查已指派给国家警察总监察局（IGPN）。

## 反应
法国总统埃马纽埃尔·马克龙在马赛宣布这一事件“不可原谅”，并补充说该事件“撼动了整个国家”。法国足球运动员基利安·麥巴比在Twitter上谴责这一事件“不可接受”，并向纳赫尔的家人表示哀悼。6月30日晚，基利安·麥巴比呼吁结束暴力，他表示自己理解民众為何會愤怒，但他不能接受任何暴力。法国演员兼喜剧演员歐馬·希向纳赫尔的家人表示哀悼。
纳赫尔的母亲穆尼亚（Mounia）在TikTok上呼吁人们为纪念她的儿子而举行抗议活动，呼吁“为我的儿子发起反抗”。纳赫尔的祖母表示，她对警察和政府不會宽恕，稱「他们杀了我的孙子，现在我不关心任何人，他们从我身边夺走了我的孙子，我这辈子永远不会原谅他们，永远，永远，永远」。在動蕩發生後，纳赫尔的外祖母希望纳赫尔之死引发的全国骚乱能够平息。
西班牙足球甲级联赛足球运动员儒勒·孔德批评媒體对事件的报道，称新闻媒体利用这一事件“歪曲事实”。左翼政治家、不屈法国前领导人让-吕克·梅朗雄呼吁就此次杀戮事件对警察进行改革。
《巴黎人报》和商业调频电视台因在事件发生初期被指转发警方的叙述而受到批评，随后這些媒體又根据影片证据和其他媒体的压力改变其報道方式。
另一方面，法国共和党主席支持警察，称他们是公共安全的捍卫者，并谴责随后发生的骚乱。极右翼政治家、國民聯盟领袖玛丽娜·勒庞称马克龙的言论“过分”和“不负责任”，并补充说“总统是在无视宪法原则”。
法国国民议会默哀一分钟，哀悼这一事件。法国政界人士对纳赫尔及其家人的支持被认为是相当不寻常，此与他们在批评该国国内警察时典型的犹豫不决相反。英国广播公司（BBC）的報導則将此归因于社交媒体的影响，使得此类视频能够轻松传播，以及随之而来的骚乱所带来的恐惧。報導指法国警察工会对缺乏政府官员的支持并没有做出善意的回应，法国主要警察工会国家警察联盟痛斥马克龙反对警察，称“很难相信总统，相反他过去对警察的支持声明......应该如此蔑视权力分立......以至于在正义有机会说话之前谴责我们的同事”
阿尔及利亚外交部於6月29日发表声明，表示阿尔及利亚“震惊和惊愕地获悉少年纳赫尔惨遭殘殺的消息”，并表示该国“高度关注”此案，同时补充阿尔及利亚相信法国政府能够承担保护法国领土上的阿尔及利亚国民和安全的责任。

## 動盪
公众对纳赫尔枪击事件的强烈抗议最终演变成骚乱。在楠泰尔，示威者焚烧汽车、殴打公交车站并向警察发射烟花。据报在巴黎南部的维里沙蒂永，一群年轻人纵火焚烧一辆公共汽车。
在巴黎西北25英里的芒特拉若利小镇，市政厅在6月27日晚遭到燃烧弹袭击后起火，一直燃烧到3:15。包括图卢兹和里尔等各地的冲突持续整夜。阿涅尔、科隆布、敘雷訥、欧贝维利耶、克利希苏布瓦和芒特拉若利據報也发生骚乱。作为2024年巴黎奥运会游泳项目选手训练场馆的欧贝维利耶水上运动中心也遭到示威者冲击，建筑物玻璃及外墙受到损坏。
由于担心出现更大的骚乱，法国内政部长热拉尔德·达尔马宁在巴黎及其周边地区部署1,200名防暴警察和宪兵，后来又增加了2,000名。达尔马宁宣布政府将在全国部署4万名军队。他透露被逮捕的骚乱者平均年龄只有17岁。6月29日，楠泰尔举行了守夜游行，纪念纳赫尔。法國多個城鎮實施宵禁。6月30日，法国总理宣布出动18輛宪兵部队装甲车应对抗议示威，並且取消所有大型活动。法国总统马克龙提前结束了在布鲁塞尔举行的欧盟峰会，返回法国。他也推迟了原定7月2日开始对德国的国事访问，並在總統府召开特别安全会议。他表示全国共有将近500处建筑受损、大约2000辆汽车被焚毁。法国经济财政部长透露骚乱导致十座购物中心被掠夺，200多家超级市场被攻击。馬賽方面宣佈全天禁止示威抗議，大眾運輸系統從當地時間晚間7時起停止營運。一辆载有中国游客的大巴大在马赛遭到骚乱袭击，有人轻伤。中国驻法外交机构向法国投诉。7月2日，拉伊莱罗斯市长文森特·让布伦（Vincent Jeanbrun）的官邸遭一辆着火的汽车冲撞，其妻子带着两名年幼的孩子逃离时受伤，腿部骨折。7月4日，法国总统马克龙表示，骚乱“高峰期”已过去。政府将向受骚乱影响的城市提供财政援助。截至7月10日，已有至少3600多人被捕，808名警察受伤，5954辆汽车被纵火及1092幢建築物受損。

### 对动荡的反应
在马克龙谴责警察的同一次演讲中，他呼吁示威者保持和平。内政部敦促民眾保持冷静。楠泰尔市市长帕特里克·雅里对这段视频表示“震惊”，但他在6月28日的新闻发布会上宣布，该县经历了“历史上最糟糕的日子之一”，敦促公民“停止这种破坏性的惡化”，并补充说，“我们希望为纳赫尔伸张正义；我们将通过和平动员来实现它。”
6月30日，總理伊莉莎白·博恩表示，政府將研究恢復秩序的“所有選擇”，並稱暴力事件“無法容忍且不可原諒”。
7月2日，德国总理朔尔茨对法国骚乱局面表示“关切”，不過他表示自己相信法国总统马克龙会成功平息骚乱。
部分人担心暴力程度可能会严重升级，让人想起2005年法国骚乱。当时该国经历了因两名年轻人在三次电击后触电身亡而引發的三周全國範圍內的内乱和骚乱；这被認為与纳赫尔的情况相似。當時一些人在逃离警察时躲在变电站內。